# Armand Maclot
Armand Maclot, né à Anvers le 14 juillet 1877 et mort à Genk le 20 septembre 1959, est un peintre, aquafortiste et théosophe belge.

## Biographie

### Famille
Armand (Armandus Franciscus Carolina) Maclot, né à Anvers le 14 juillet 1877, est le fils du chef de bureau principal des Chemins de fer de l'État belge Arthur Maclot (1842-1917), natif d'Ans-et-Glain, et de Florence Scheepers (1845-1918). Armand Maclot épouse à Koekelberg le 27 juin 1911 Jane Kutt (1880).

### Formation
À partir de 1898, Armand Maclot est étudiant à l'Institut supérieur de l'Académie royale des beaux-arts d'Anvers sous la direction de Joseph Coosemans, membre de la première génération de l'École de Tervueren, qui lui conseille, en 1899, de se rendre à Genk, dans le Limbourg.

### Carrière
Armand Maclot expose pour la première fois au Salon de Bruxelles de 1903, puis à divers salons triennaux belges et expositions de cercles artistiques, comme Eenigen, dont il est membre (en 1903), et Als ik Kan (plusieurs salons de 1908 à 1931). Lorsqu'en 1911 le peintre limbourgeois François Joseph Damien fonde le cercle artistique Ars proba à Hasselt, Armand Maclot devient membre de l'association qui expose dans les années 1920, et à laquelle appartient le peintre Émile Van Doren, dont il est proche.
En 1911, Armand Maclot s'établit à Genk et fait bâtir un cottage rue du Moulin, point de départ de nombreuses pérégrinations en Campine. L'artiste y demeure jusqu'à sa mort, advenue après une longue maladie le 20 septembre 1959 à l'Hôpital Saint-Jean de Genk.
D'autre part, Armand Maclot est membre de la Société théosophique. Artiste idéaliste, il donne des conférences, à l'instar de celle de Liège en 1912, au sujet de Pythagore. Le quotidien Le Matin le qualifie de « théosophe éclairé ».

## Œuvre

### Caractéristiques
Son champ pictural couvre essentiellement les paysages qu'il peint en Campine et à Tervueren. Il fait partie du mouvement informel désigné sous le nom d'« École de Genk », à laquelle appartient également Émile Van Doren, car le lieu est réputé et prisé par les peintres pleinairistes belges.

### Réception critique
En mars 1938, dans son article consacré à l'exposition du Cercle artistique de Bruxelles, le critique du quotidien La Libre Belgique écrit : 

« M. Armand Maclot lave ses aquarelles comme un Anglais. Quelques lavis témoignent ici pour la sureté de son métier, la finesse de son goût, de son œil et de sa main. Le même souci de faire large, sa force sans excessive épaisseur, son rendu dans les masses avec de robustes accents, une matière savoureuse, des couleurs fines, des nuances distinguées, on peut croire que l'aquarelliste est là-dessous et l'impressionniste qu'il est, élevé à bonne école, a fait le reste. C'en sont de fort belles pages prises en Campine, marais, landes, châteaux, sapinières, fermes, ou bien, en Ardenne, à La Roche. Tout cela est bon à voir pour un œil gourmand, un goût averti, un amateur de belle pratique, ému par tout ce qui est bien fait, bien senti et justement exprimé. »

### Expositions nationales
- Salon de Bruxelles de 1903 : La Rade d'Anvers[9].
- Salon de Gand de 1906 : Mare en Campine et Étangs à Tervueren.
- Salon de Bruxelles de 1907 : Le Marais et Paysage à Genk[10].
- Salon d'Anvers de 1908 : Marais à Genk.
- Salon de Bruxelles de 1914 : La Mare aux oies[4].
- Salon d'Anvers de 1923 : Dans les dunes de Genk.
- Salon de Gand de 1937.

### Collection muséale
- Musée Émile Van Doren à Genk : Bouquet de chênes[11].

## Distinction
- Chevalier de l'ordre de Léopold (8 janvier 1948)[12].